# 561.
◄ | 5. stoljeće | 6. stoljeće | 7. stoljeće | ►
◄ | 530-ih | 540-ih | 550-ih | 560-ih | 570-ih | 580-ih | 590-ih | ►
◄◄ | ◄ | 558. | 559. | 560. | 561. | 562. | 563. | 564. | ► | ►►
Astronomija • Književnost • Kršćanstvo • Pravo • Promet

## Smrti
- 3. ožujka – Pelagije I., papa

## Vanjske poveznice
|  | Zajednički poslužitelj ima još gradiva o temi 561. |